# Arrondissement de Schrimm

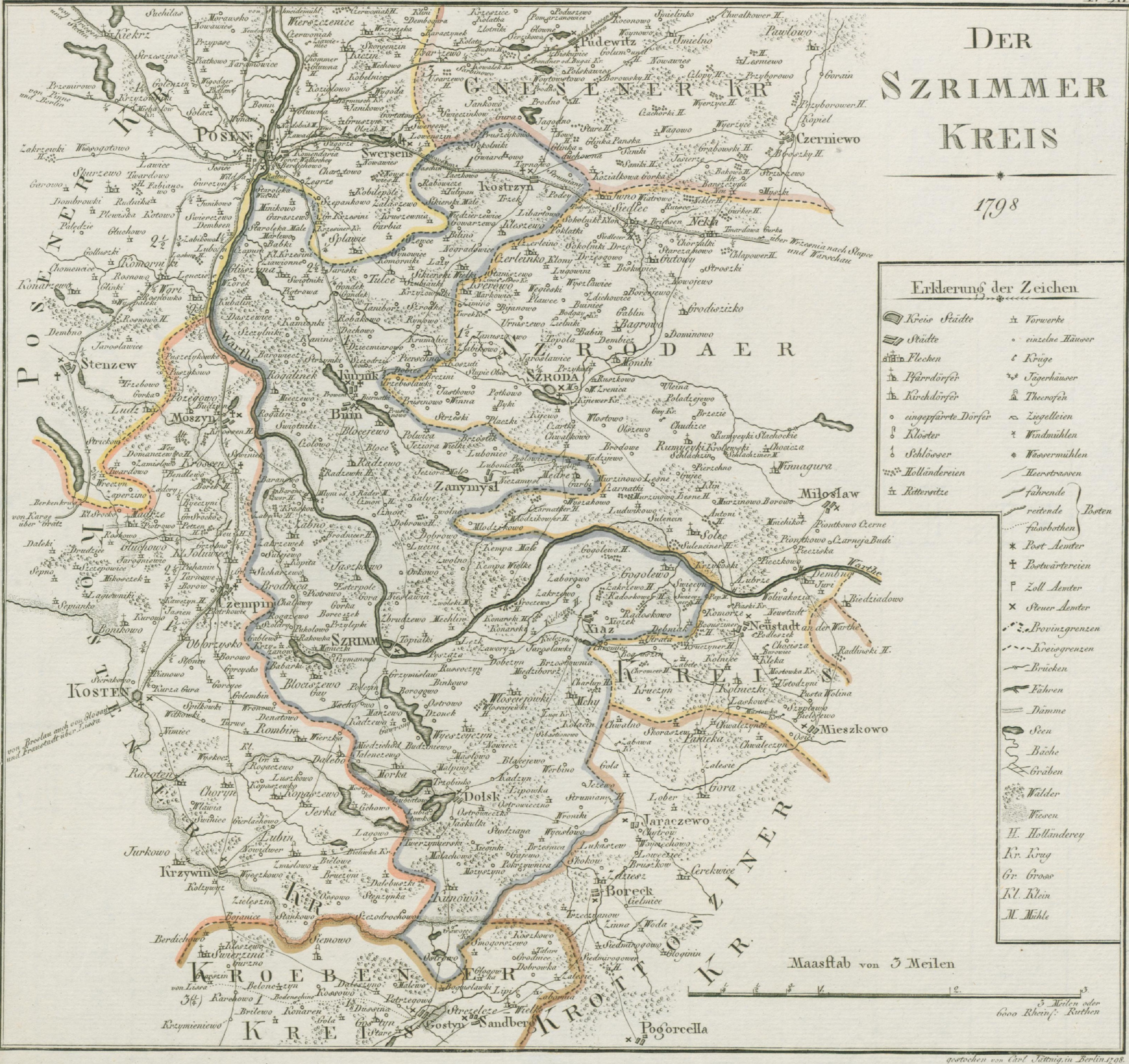
L'arrondissement de Schrimm, dans la Prusse-Méridionale

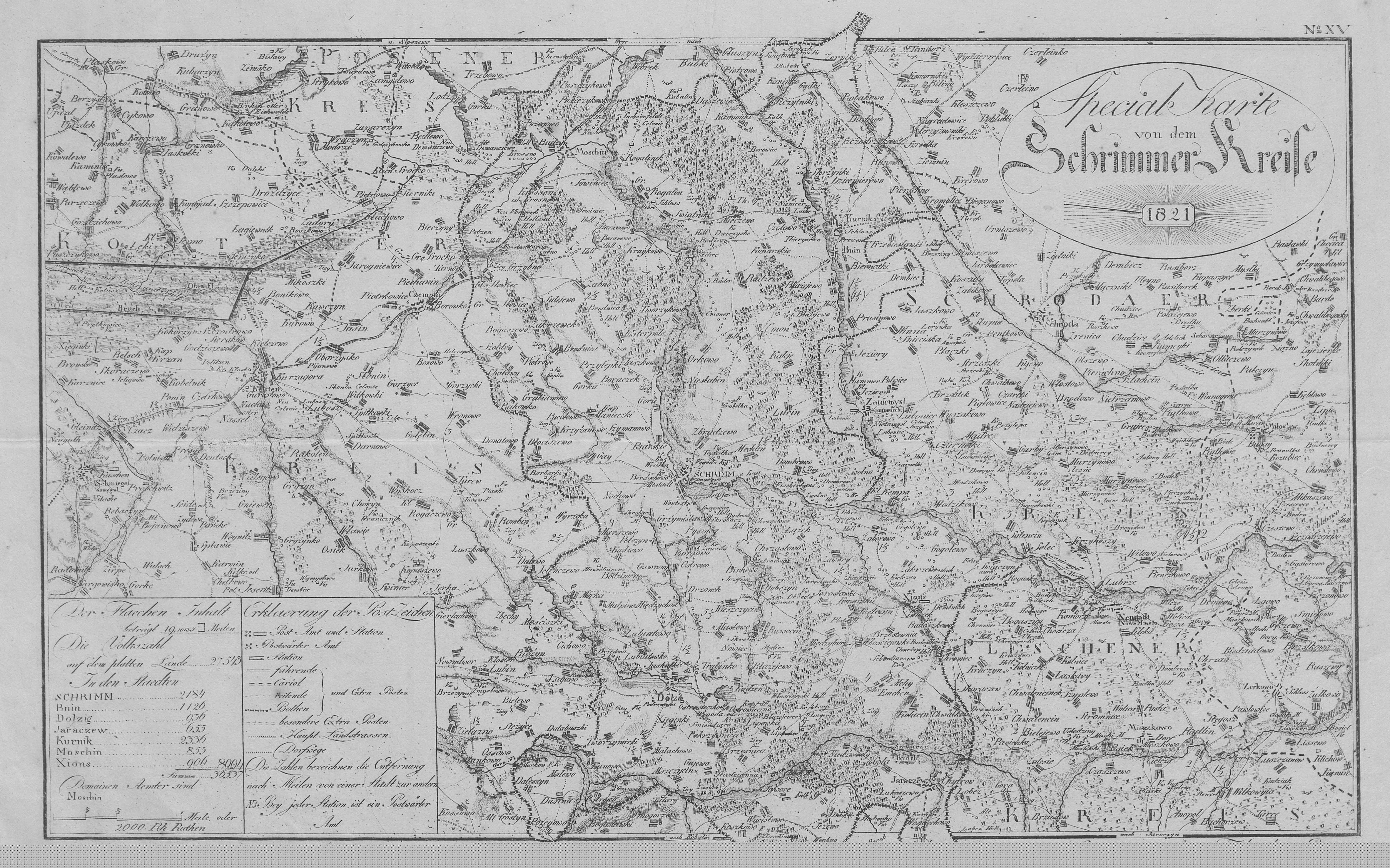
L'arrondissement de Schrimm dans les limites de 1818 à 1887

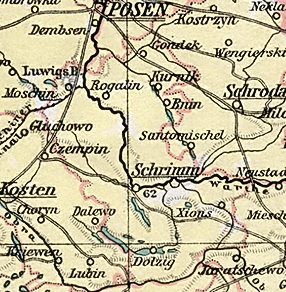
L'arrondissement de Schrimm dans les limites de 1887 à 1919

L'arrondissement de Schrimm existe de 1793 à 1807 dans la province prussienne de Prusse-Méridionale et de 1815 à 1919 dans la province prussienne de Posnanie. L'ancien arrondissement appartient désormais essentiellement au powiat de Śrem dans la voïvodie polonaise de la Grande-Pologne.
L'arrondissement de Schrimm est également une unité administrative allemande en Pologne occupée pendant la Seconde Guerre mondiale (1939-1945) .

## Superficie
L'arrondissement de Schrimm a en dernier lieu une superficie de 928 km².

## Histoire
Après le troisième partage de la Pologne de 1793 à 1807, le territoire autour de la ville de Schrimm en Grande-Pologne appartient à l'arrondissement de Schrimm dans la province prussienne de Prusse-Méridionale. Grâce à la paix de Tilsit, la région devient une partie du duché de Varsovie en 1807. Après le Congrès de Vienne, elle tombe de nouveau aux mains du royaume de Prusse le 15 mai 1815 et devient une partie du district de Posen dans le grand-duché de Posen.
Dans le cadre des réformes administratives prussiennes, une réforme des arrondissements est menée dans le district de Posen le 1er janvier 1818, au cours de laquelle l'arrondissement de Schrimm est redéfini. Le territoire autour de la ville de Moschin est ajoutée venant de l'arrondissement de Kosten et le territoire autour de la ville de Jaratschewo de l'arrondissement de Krotoschin. En échange, l'arrondissement cède les territoires autour des villes de Kostschin et Santomischel à l'arrondissement de Schroda (de). Le chef-lieu de l'arrondissement et siège du bureau de l'arrondissement est la ville de Schrimm.
En tant que partie de la province de Posnanie, l'arrondissement devient partie intégrante du nouvel Empire allemand, tandis que les représentants polonais au nouveau Reichstag le 1er avril 1871.
Le 1er octobre 1887, l'arrondissement cède une partie de son territoire à deux arrondissements voisins nouvellement formés :
- au nouveau arrondissement de Jarotschin, ville de Jaratschewo, les communes et les districts de domaine de Chytrowo, Gola, Lowencice et Wojciechowo ainsi que les districts de domaine de Lukaszewo et Niedzwiady,
- au nouveau arrondissement de Gostyn, les communes de Jawory, Strumiany et Wycislowo, les communes et districts de domaine de Daleschin, Dusin, Koszkowo et Ostrowo ainsi que le district de domaine de Jezewo.

Le 27 décembre 1918, le soulèvement de la majorité polonaise contre la domination allemande commence dans la province de Posnanie et en janvier 1919, la région est sous contrôle polonais. Le 16 février 1919, un armistice met fin aux combats germano-polonais et le 28 juin 1919, le gouvernement allemand cède officiellement l'arrondissement de Schrimm à la République de Pologne nouvellement fondée en signant le traité de Versailles.

## Évolution de la démographie
| Année | Habitants | Source |
| ----- | --------- | ------ |
| 1818  | 44 949    | [ 7 ]  |
| 1846  | 51 280    | [ 8 ]  |
| 1871  | 57 667    | [ 9 ]  |
|       |           |        |
| 1890  | 52 790    |        |
| 1900  | 53 420    | [ 1 ]  |
| 1910  | 57 583    | [ 1 ]  |

En 1890, environ 80 % des habitants de l'arrondissement sont polonais, 18 % allemands et 2 % juifs. La majorité des habitants allemands quittent le territoire après 1919.

## Politique

### Administrateurs de l'arrondissement
- 1793–179500Carl von Tayler[10]
- 1795–180600Samuel Gottlieb von Sydow[11]
- 1818–182400von Zoltowski
- 1824–183100von Zawadzki
- 1831–184400von Nosarzewski
- 1844–184800Karl von Bornstedt
- 1853–187100Funck
- 1871–188200Friedrich Böhm
- 1882–189200Ludwig Burchhard (de)
- 1893–189800Richard Spendelin (de)
- 1898–191800Martin Kirchhoff (de)

### Élections
L'arrondissement de Schrimm et l'arrondissement de Schroda (de) forment la 7e circonscription du district de Posen au Reichstag. La circonscription est remportée par les candidats de la faction polonaise à toutes les élections du Reichstag entre 1871 et 1912 :
- 187100Napoleon Xaver von Mankowski (de)
- 187400Eustachius von Rogalinski (de)
- 187700Roman von Komierowski (de)
- 187800Roman von Komierowski
- 188100Roman von Komierowski
- 188400Ludwig von Graeve (de)
- 188700Ludwig von Graeve
- 189000Ludwig von Graeve
- 189300Karl Kubicki (de)
- 189800Josef von Glebocki (de)
- 190300Josef von Glebocki
- 190700Alfred von Chlapowo Chlapowski (77,6 % des votes)[12]
- 191200Felicyan von Niegolewski (de) (78 % des votes)[12]

## Structure administrative
L'arrondissement de Schrimm comprend les villes de Schrimm, Bnin, Dolzig, Kurnik, Moschin, Xions et, jusqu'en 1887, Jaratschewo. Les 127 communes (à partir de 1908) et 67 districts de domaine sont initialement regroupés en (plus petits) districts de Woyt (polonais « wójt » = allemand « Vogt ») et plus tard en districts de police plus grands.

## Communes
Au début du XXe siècle, les communes suivantes appartiennent à l'arrondissement :
| - Alt Puszczykowo - Baranowo - Baranowo Hauland - Biernatki - Binkowo - Blazejewo bei Bnin - Blazejewo bei Dolzig - Blociszewo - Bnin, ville - Bodzyniewo - Borek Hauland - Borgowo - Brodnica - Brodnica Hauland - Brzustownia - Budzyn - Bystrzek Hauland - Chalawy - Charlub Hauland - Chrzonstowo - Chrzonstowo Hauland - Chwalkowo - Czmon - Czolowo - Dachowo - Daszewice I - Dembiec - Dolzig, ville - Dombrowo - Dombrowo Hauland - Dreirädermühle - Drzonek - Dziecmierowo - Emchen | - Esterpole - Gaj bei Blociszewo - Gawrony - Gogolewo - Gogolewo Hauland - Gondek - Gora - Gorka - Grzybno - Hirschdorf - Hohensee - Ilowiec - Jaroslawki - Kaleje - Kampratsdorf - Kielczyn - Kielczyn Hauland - Kolacin - Konarskie bei Bnin - Konarskie Hauland - Königlich Lubiatowo - Krajkowo - Kromolice - Krosno - Krosno Hauland - Krzyzanowo - Kunowo - Kurnik, ville - Lipowka - Lucin - Ludwigsdorf - Lugi - Malachowo - Marianowo | - Maslowo - Mechlin - Melpin - Mieczewo - Miedzychod - Moschin, ville - Mszczyczyn - Murka - Neugrund - Neuhauland - Nieslabin - Niwka - Nochowo - Nowiec - Orkowo - Ostrowo bei Schrimm - Pelczyn - Petzen Hauland - Pierschno - Podrzekta - Pozegowo - Prusinowo - Pucolowo - Puszczykowo - Pyszonca - Radoszkowo - Robakowo - Rogalin - Rogalinek - Runowo - Russocin - Sachsenfelde - Schönthal - Schrimm, ville | - Seeweiler - Skrzynki - Sosnowiec - Sowiniec Hauland - Sroczewo Hauland - Steindorf - Studzianna - Sucharzewo - Sulejewo - Swionczyn Hauland - Swiontnik - Szczodrochowo - Szczytnik - Szymanowo - Trombinek - Tworzymirki - Unterberg - Waldau - Weißensee - Wieszczyczyn - Wirginowo - Wlosciejewki - Wlosciejewki Hauland - Xienginki - Xions, ville - Xionsek - Zabno - Zabno Hauland - Zaborowo - Zakrzewo Hauland - Zawory - Zbrudzewo - Zwolno Hauland |

À quelques exceptions près, les noms de lieux polonais continuent à s'appliquer après 1815 et au début du XXe siècle, plusieurs toponymes sont germanisés.

## L'arrondissement de Schrimm en Pologne occupée (1939-1945)

### Histoire

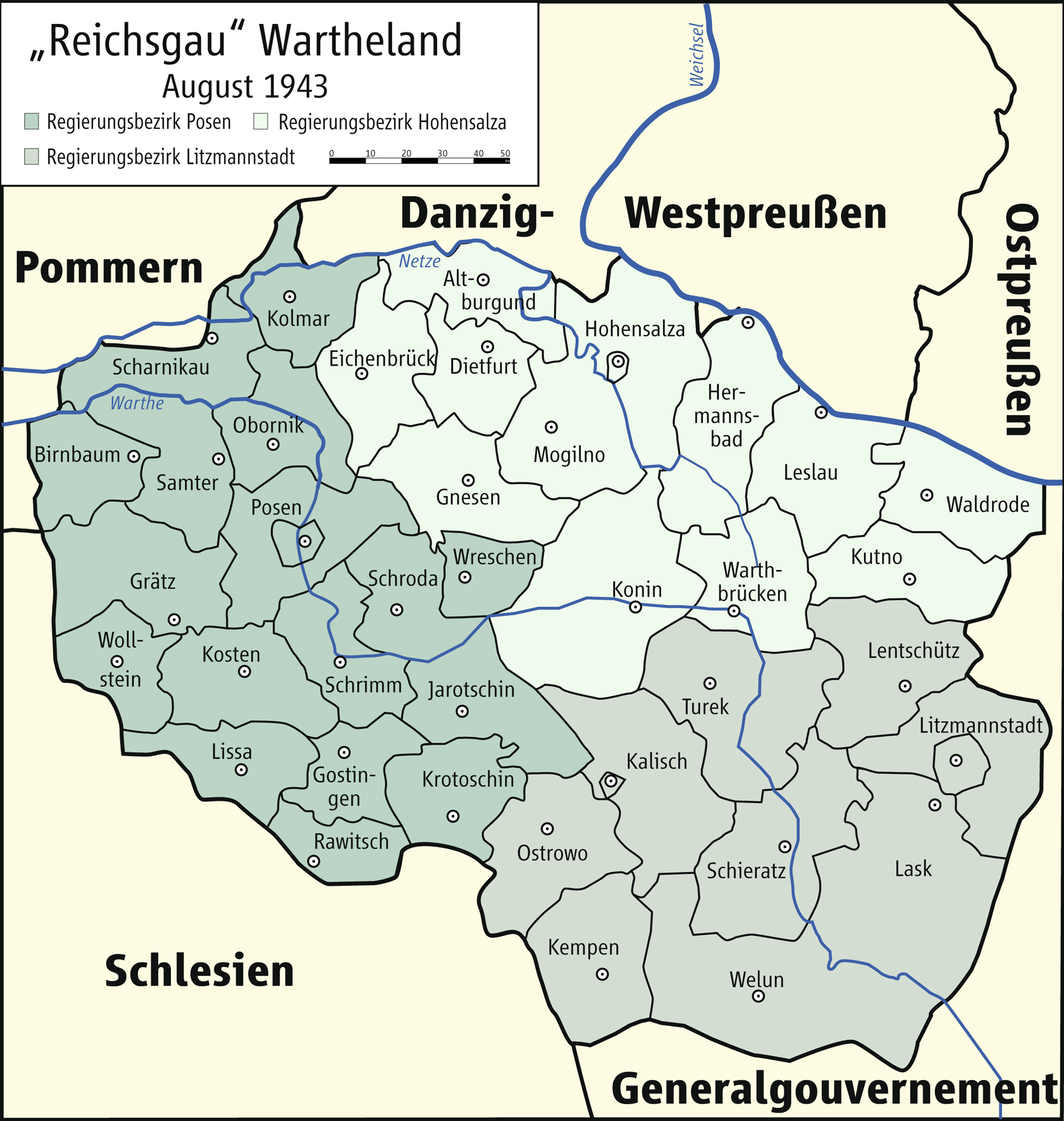
Circonscriptions administratives et arrondissements du Reichsgau Wartheland

Pendant la Seconde Guerre mondiale, les autorités d'occupation allemandes forment l'arrondissement de Schrimm. Cependant, l’annexion de la région par le Reich allemand le 26 octobre 1939 est inefficace au regard du droit international en tant qu’acte de force unilatéral. L'occupation allemande prend fin avec l’invasion de l’Armée rouge en janvier 1945.

### Commissaire régional
1939 –9999 0 0 Alfred Klostermann (de)

### Administrateurs de l'arrondissement
1939–194000Alfred Klostermann
1940–999900Ludwig Zerbst (de)
1940–194100Mittendorf
1941–194500Ludwig Zerbst

### Structure communale
Pendant l'occupation allemande, seules Schrimm en 1942 et Moschin en 1943 obtiennent le statut de ville selon les règlements communaux allemands de 1935 ; les autres communes sont regroupées en districts administratifs .

### Changements de noms de lieux
Pendant l'occupation allemande pendant la Seconde Guerre mondiale, les noms de lieux en vigueur en 1918 sont initialement adoptés par un décret non publié du 29 décembre 1939, mais ils sont bientôt germanisés « sauvagement » par les autorités d'occupation locales. Le 18 mai 1943, tous les lieux dotés d'une poste ou d'une gare reçoivent des noms allemands ; il s'agit pour la plupart d'ajustements phonétiques, de traductions ou d'inventions libres.
Grandes communes de l'arrondissement de Schrimm :
| Nom polonais        | Nom allemand (1815–1919)     | Nom allemand (1939–1945)                                                       |
| ------------------- | ---------------------------- | ------------------------------------------------------------------------------ |
| Bnin                | Bnin                         | Seebrück                                                                       |
| Brodnica            | Brodnica                     | 1939–1943 Hochkirch 1943–1945 Brodenkirch                                      |
| Chwałkowo Kościelne | Chwalkowo                    | 1939–1943 Neudorf 1943–1945 Walkau                                             |
| Dachowa             | Dachowo                      | Dachenau                                                                       |
| Daszewice           | Daszewice I                  | Neu Steineck                                                                   |
| Dolsk               | Dolzig                       | Dolzig                                                                         |
| Kamionki            | Kamionek 1875–1919 Steindorf | Steindorf                                                                      |
| Kórnik              | Kurnik                       | Burgstadt                                                                      |
| Książ Wielkopolski  | Xions                        | 1939–1943 Tiefenbach 1943–1945 Schonz                                          |
| Kunowo              | Kunowo 1901–1919 Kunthal     | 1939–1943 Kunthal 1943–1945 Kuntal (1939–1945 à l'arrondissement de Gostingen) |
| Mchy                | Emchen                       | Emchen                                                                         |
| Mosina              | Moschin                      | Moschin                                                                        |
| Nochowo             | Nochowo                      | Nochau                                                                         |
| Pecna               | Petzen Hauland               | 1939–1943 Petzen Hauland 1943–1945 Petzenhauland                               |
| Puszczykowo         | Alt Puszczykowo              | seit 1940 Oberberg (1939–1945 à l'arrondissement de Posen)                     |
| Pysząca             | Pyszonca                     | 1939–1943 Tonfelde 1943–1945 Sansberg                                          |
| Radzewo             | Radzewo                      | Radtstett                                                                      |
| Rogalinek           | Rogalinek                    | Warthebrück                                                                    |
| Śrem                | Schrimm                      | Schrimm                                                                        |
| Zbrudzewo           | Zbrudzewo                    | Oberau                                                                         |